# 準優勝
準優勝（じゅんゆうしょう、英: finish second, the runner‐up, finalist）とは、スポーツ競技における大会で、出場した個人もしくは団体が優勝に次ぐ成果を挙げること。特に決勝戦（優勝決定戦）で敗れた場合、または総合成績において少なくとも1位である優勝に次いで2位を獲得した際、準優勝と称される。
決勝戦に進出した個人や団体の双方に責めに帰すべき事由によって決勝戦が中止になった場合は、決勝戦に進出した2名もしくは2チームを双方とも準優勝とするケースもある。

## 試合名
トーナメント方式において、優勝者を決めるレースや競走のことを優勝戦または決勝戦と呼び、優勝戦（決勝戦）に出るものを決めるためのレースや競走のことを準優勝戦または準決勝戦と呼ぶ。さらに準優勝戦（準決勝戦）に出るものを決めるためのレースや競走のことを、準々優勝戦または準々決勝戦と呼ぶ。

## 報奨
準優勝者およびチームには、メダル・賞金・副賞・トロフィー・盾・表彰状・優勝旗など、
さまざまな形で報奨がなされる。例として、オリンピックの銀メダル、アメリカスカップのトロフィー、春の選抜高校野球の準優勝旗などがある。

## 備考
- 大相撲のように、優勝者に次ぐ成績（優勝同点を含む）でも準優勝とは称されず、表彰されない場合もある。大相撲において優勝力士に次ぐ成績を収めた力士は星の差にかかわらず「優勝次点」として扱われるが、最高成績者が複数いる場合は優勝決定戦の敗者が「優勝同点」となり、それに次ぐ成績の力士は優勝次点としては扱われない。
- 大相撲において「準優勝」に相当する成績が注目されるのは横綱昇進の際に、「2場所連続優勝またはそれに準じる成績」という目安がある位だが、鶴竜の昇進まで20年以上「準じる成績」で昇進した例は途絶えていた。
- 表彰の際、1位の団体や個人を「優勝」と称するのに、2位を「準優勝」と称さず「第2位」として表彰することもまれにある。それに対し「優勝に次ぐ好成績なのだから、準優勝と称したほうが良い」「準優勝と呼ばないなら、優勝も第1位と呼ぶべき」という声が当事者を中心に聞かれる。[独自研究?]